# Chabasita
La chabasita es un mineral  (tectosilicatos) del grupo de las zeolitas. Clásicamente se consideró una especie, hasta que la que  la  IMA decidió separar como especies independientes las distintas variedades de composición, dependiendo de cual fuera el catión intercambiable dominante.
Descrita en 1792 por Louis-Augustin Bosc d’Antic con el nombre de «chabasie», del griego chabazios, piedra mal definida. El término se ha transformado en chabazite.

## Etimología
Su nombre procede del griego chabazios, que significa "melodía", una de las veinte piedras nombradas en un clásico poema de Orfeo sobre las virtudes de los minerales. Se utiliza el nombre de facolita para una macla de este mineral que tiene aspecto lenticular.

## Características químicas
La  chabasita, como las demás zeolitas, tiene un catión intercambiable, de modo que se reconocen varias especies minerales según cual sea el catión dominante. Consecuentemente existen, reconocidas hasta el momento, la chabasita-Ca, chabasita-K, chabasita-Mg, chabasita-Na y chabasita-Sr. 

## Minerales del grupo
- Chabasita-Ca: La chabasita más típica, con sistema Triclínico, de fórmula: Ca(Si4Al2)O12·6H2O
- Chabasita-K: Sistema trigonal, de fórmula: K2Ca(Si8Al4)O24·12H2O
- Chabasita-Mg: Sistema trigonal, de fórmukla (Mg0.7K0.5Ca0.5Na0.1)[Al3Si9O24]·10H2O
- Chabasita-Na: Sistema trigonal, de fórmula: Na2Ca(Si8Al4)O24·12H2O
- Chabasita-Sr: Sistema trigonal, de fórmula: Sr(Si4Al2)O12·6H2O

## Formación y yacimientos
Suelen encontrarse estos minerales en las cavidades de basaltos y rocas relacionadas con éstos, y en cavidades miarolíticas en granitos. La chabasita-Ca es una de las zeolitas más comunes, y se encuentra en muchos lugares del mundo. En España, aparece, por ejemplo, en las canteras de basalto de Ciudad Real, en los granitos de La Cabrera, en las diabasas de Sarroca de Ballera (Lérida) y Bisaurri (Huesca), y en La Aldea de San Nicolás, (Gran Canaria).